# Cheirostylis octodactyla
Cheirostylis octodactyla är en orkidéart som beskrevs av Oakes Ames. Cheirostylis octodactyla ingår i släktet Cheirostylis och familjen orkidéer. Inga underarter finns listade i Catalogue of Life.